# Fincha
Fincha este un oraș din zona Horo Gudru Welega, în vestul Etiopiei.